# Колба (село)
Колба́ (рос. Колба) — село у складі Тісульського округу Кемеровської області, Росія.

## Населення
Населення — 419 осіб (2010; 482 у 2002).
Національний склад (станом на 2002 рік):
- росіяни — 96 %